# Hubble-Sequenz

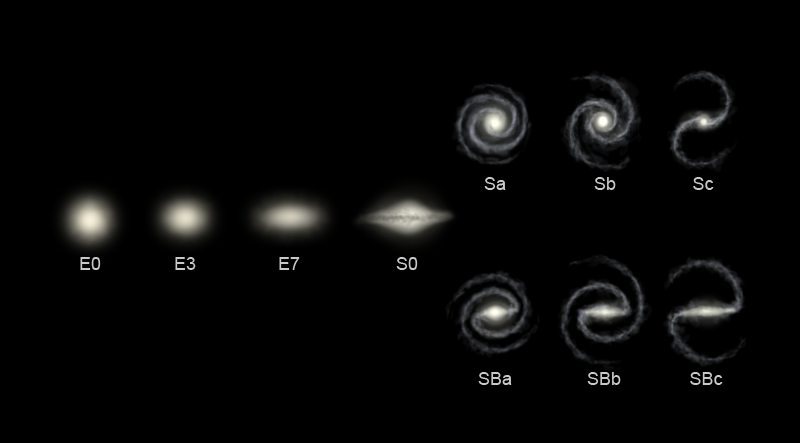
Hubble-Sequenz

Die Hubble-Sequenz ist ein morphologisches Ordnungsschema für Galaxien, das 1936 von Edwin Hubble entwickelt wurde und bis heute eingeschränkt verwendet wird.
In diesem Schema (auch Stimmgabeldiagramm) stehen
- E0 bis E7 für elliptische Galaxien mit zunehmender Abplattung,
- Sa bis Sc für Spiralgalaxien; dabei gilt für die Untertypen, dass von a nach c jeweils
  - das Größenverhältnis von zentralem rundlichem Bulge zur Scheibe abnimmt,
  - die Spiralarme offener werden und
  - der Anteil von Staub und jungen Sternen zunimmt,
- SBa bis SBc für Balkenspiralgalaxien und
- Ir oder auch Irr (engl.) für irreguläre Galaxien.
- S0 und SB0 sind die Übergangstypen der linsenförmigen (oder lentikulären) Galaxien.

Die einzelnen Galaxientypen sind im Artikel Galaxie näher beschrieben.
Hubble sah in dieser Darstellung eine mögliche Entwicklungssequenz für Galaxien. Die Forschungen der letzten Jahre haben aber gezeigt, dass die Galaxienentwicklung weitaus komplexer ist und sich nicht durch eine einfache Sequenz darstellen lässt. Dennoch bezeichnet man zuweilen immer noch, eigentlich inkorrekt, elliptische Galaxien als „frühe“ und Spiralgalaxien als „späte“ Galaxien.

## Probleme
Hauptproblem der Hubble-Sequenz ist, dass Hubble aufgrund der damals schwach ausreichenden Beobachtungstechnik nur eine sehr kleine Menge von Galaxien zur Verfügung stand (wenige Hundert), die alle sehr nahe sind (sehr niedrige Rotverschiebung). Dadurch fußt dieses Schema auf einem Datensatz, der die Vielfalt der Galaxienmorphologien nicht ausschöpft und folglich nicht repräsentativ für die tatsächliche Galaxienpopulation ist. Man sagt deshalb, dass der ursprüngliche Datensatz und damit das auf ihm begründete Klassifikationsschema einen Bias aufweisen, d. h. die von Hubble definierten Galaxientypen sind keine zuverlässige Beschreibung.
Hinzu kommt, dass die Hubble-Sequenz auf die Erscheinung von Galaxien im für das menschliche Auge sichtbaren Licht „maßgeschneidert“ ist. Galaxienmorphologien in anderen Spektralbereichen sind in der Regel davon deutlich verschieden. Beispielsweise sehen die meisten Galaxien im UV- oder Röntgenbereich extrem irregulär aus, da in diesem Spektralbereich fast ausschließlich unregelmäßig verteilte Sternentstehungsgebiete sichtbar sind. Hubbles Klassifikationsschema ist also für andere Wellenlängenbereiche nicht geeignet. Auch dies ist wiederum ein Bias dieses Klassifikationsschemas.
Diese Probleme führten dazu, dass die Hubble-Sequenz heutzutage nur sehr eingeschränkt benutzt wird, trotz einiger Bemühungen, das Schema zu erweitern, z. B. von Gérard-Henri de Vaucouleurs. Ein wesentlicher Grund, warum die Hubble-Sequenz noch benutzt wird, ist das Fehlen eines moderneren und besseren Klassifikationsschemas für Galaxienmorphologien. Es ist schwierig, sie zuverlässig quantitativ zu beschreiben. Im Gegensatz dazu gibt es sehr wohl zuverlässige quantitative Beschreibungen von Galaxienspektren, weshalb die hierauf basierende Klassifikation von Galaxien größere Bedeutung gewonnen hat.

## Beispiele
| Typ  | Name der Beispielgalaxie | Rektaszension    | Deklination      |
| ---- | ------------------------ | ---------------- | ---------------- |
| E0   | M89 (NGC 4552)           | 12h 35m 39,8073s | +12° 33' 22,829" |
| E1   | M105 (NGC 3379)          | 10h 47m 49,600s  | +12° 34' 53,90"  |
| E2   | M60 (NGC 4649)           | 12h 43m 39,66s   | +11° 33' 09,4"   |
| E3   | M86 (NGC 4406)           | 12h 26m 11,743s  | +12° 56' 46,40"  |
| E4   | NGC 1700                 | 04h 56m 56,33s   | −04° 51' 56,7"   |
| E5   | M59 (NGC 4621)           | 12h 42m 02,32s   | +11° 38' 48,9"   |
| E6   | NGC 821                  | 02h 08m 21,14s   | +10° 59' 41,7"   |
| E7   |                          |                  |                  |
| E-S0 | NGC 4379                 | 12h 25m 14,7s    | +15° 36' 28"     |
| S0   | NGC 3                    | 0h 7m 16,8s      | +8° 18' 5,9"     |
| SB0  | NGC 4386                 | 12h 24m 77,7s    | +75° 31' 46"     |
| Sa   | NGC 11                   | 0h 8m 42,5s      | +37° 26' 52,5"   |
| Sb   | M81 (NGC 3031)           | 09h 55m 33,17s   | +69° 03' 55,1"   |
| Sc   | M74 (NGC 628)            | 01h 36m 41,77s   | +15° 47' 00,5"   |
| SBa  | NGC 23                   | 00h 09m 53,41s   | +25° 55' 25,6"   |
| SBb  | M58 (NGC 4579)           | 12h 37m 43,5223s | +11° 49' 05,488" |
| SBc  | NGC 7                    | 0h 8m 20,9s      | −29° 54' 53,6"   |
| Irr  | NGC 4376                 | 12h 25m 18,1s    | +05° 44' 28"     |